# اوکالیپتوس سیاه
اوکالیپتوس سیاه (نام علمی: Eucalyptus microtheca) نام یک گونه از سرده اوکالیپتوس است.